# レトロピナコール転位

レトロピナコール転位とその機構

レトロピナコール転位（レトロピナコールてんい、英語：retropinacol rearrangement）とは、有機化学における転位反応の一種。ピナコリルアルコール（3,3-ジメチル-2-ブタノール）に酸を作用させたとき、メチル基の転位が起こりテトラメチルエチレン（2,3-ジメチルブテン）が生成する反応（下図）。ピナコール転位とはちょうど逆の形の炭素骨格変化が起こっていることから「レトロ～」と呼ばれる。1901年にニコライ・ゼリンスキーと Zelikow によって最初の報告がなされた。
この反応ではまず基質（図、左上）にプロトンが付加したオキソニウムイオン（左下）から水の脱離とメチル基の 1,2-転位が起こり、3級のカルボカチオン（右下）となる。そこからプロトンが脱離して生成物（右上）となる。すなわちレトロピナコール反応はワーグナー・メーヤワイン転位の一種である。